# ديزج عليا
ديزج عليا هي قرية في مقاطعة مرند، إيران. عدد سكان هذه القرية هو 1,752 في سنة 2006.